# St. Blasien
St. Blasien település Németországban, azon belül Baden-Württembergben. Lakosainak száma 4207 fő (2023. december 31.).

## Népesség
A település népessége az elmúlt években az alábbi módon változott:
| Lakosok száma | 4121 | 3950 | 4009 | 3908 | 4169 | 4207 |
|               | 1975 | 2017 | 2019 | 2021 | 2022 | 2023 |